# گمینا بارگووف کوشچیلنه
گمینا بارگووف کوشچیلنه (به لهستانی:  Gmina Bargłów Kościelny) یک گمینا در لهستان است که در شهرستان اوگوستوف واقع شده‌است. گمینا بارگووف کوشچیلنه ۱۸۷٫۵۷ کیلومتر مربع مساحت و ۵٬۷۸۳ نفر جمعیت دارد.